# Seymour London
Seymour B. London (* 1. Juli 1915 in Detroit; † 14. Juli 2010 in Miami Beach) war ein US-amerikanischer Arzt und Erfinder des ersten automatischen Blutdruckmessgerätes.

## Leben
Geboren in Detroit zog er als Jugendlicher zusammen mit seiner Familie nach Miami Beach, Florida, wo er 1932 an der Miami Beach Senior High School abschloss. Er erwarb seinen Bachelor-Abschluss an der University of Florida, erhielt einen Master-Abschluss von der University of Michigan und erhielt seinen Doktortitel von der Harvard Medical School im Jahr 1940. Er machte ein Praktikum über kardiopulmonale Medizin am Bellevue Hospital Center. Hier lernte er seine spätere Frau Rose Perrone, eine Medizinstudentin, kennen. Nach Abschluss seiner medizinischen Ausbildung kehrte er nach Miami Beach zurück und betrieb 50 Jahren eine ärztliche Praxis zusammen mit seiner Frau, die 2008 starb. Sie halfen bei der Gründung der University of Miami Miller School of Medicine und des Miami Heart Institute am Mount Sinai Medical Center.
Da ihn die manuelle Messung des Blutdrucks seiner Patienten viel Zeit kostete, entwickelte London eine Maschine zur automatischen Blutdruckmessung. Den ursprünglichen Prototyp seines patentierten Gerät konstruierte er aus einer alten Blutdruckmanschette, einer Quecksilbersäule, einer Pumpe aus einem Aquarium und einem Mikrofon. Zum Nachweis der Genauigkeit ihres Gerätes führten London und seine Frau eine Doppelblindstudie an 400 Ärzten bei der Jahrestagung der American Medical Association 1965 durch. Die Ergebnisse der Studie zeigten, dass es keine statistisch signifikanten Unterschiede zwischen den automatisch gemessenen und den von Hand gemessenen Ergebnissen gab. Die Ergebnisse wurden im November 1966 im Journal of the American Medical Association veröffentlicht. Neben dem Patent in den Vereinigten Staaten war das Gerät auch in Frankreich, Deutschland und Italien patentiert.
Nach seinem Tod kündigte seine Tochter an, das ursprüngliche Modell des Geräts der Medical School der Universität in Miami zu spenden. London starb im Alter von 95 Jahren in seinem Haus in Miami Beach an einer Herzerkrankung.